# Prepozitura Sibiului

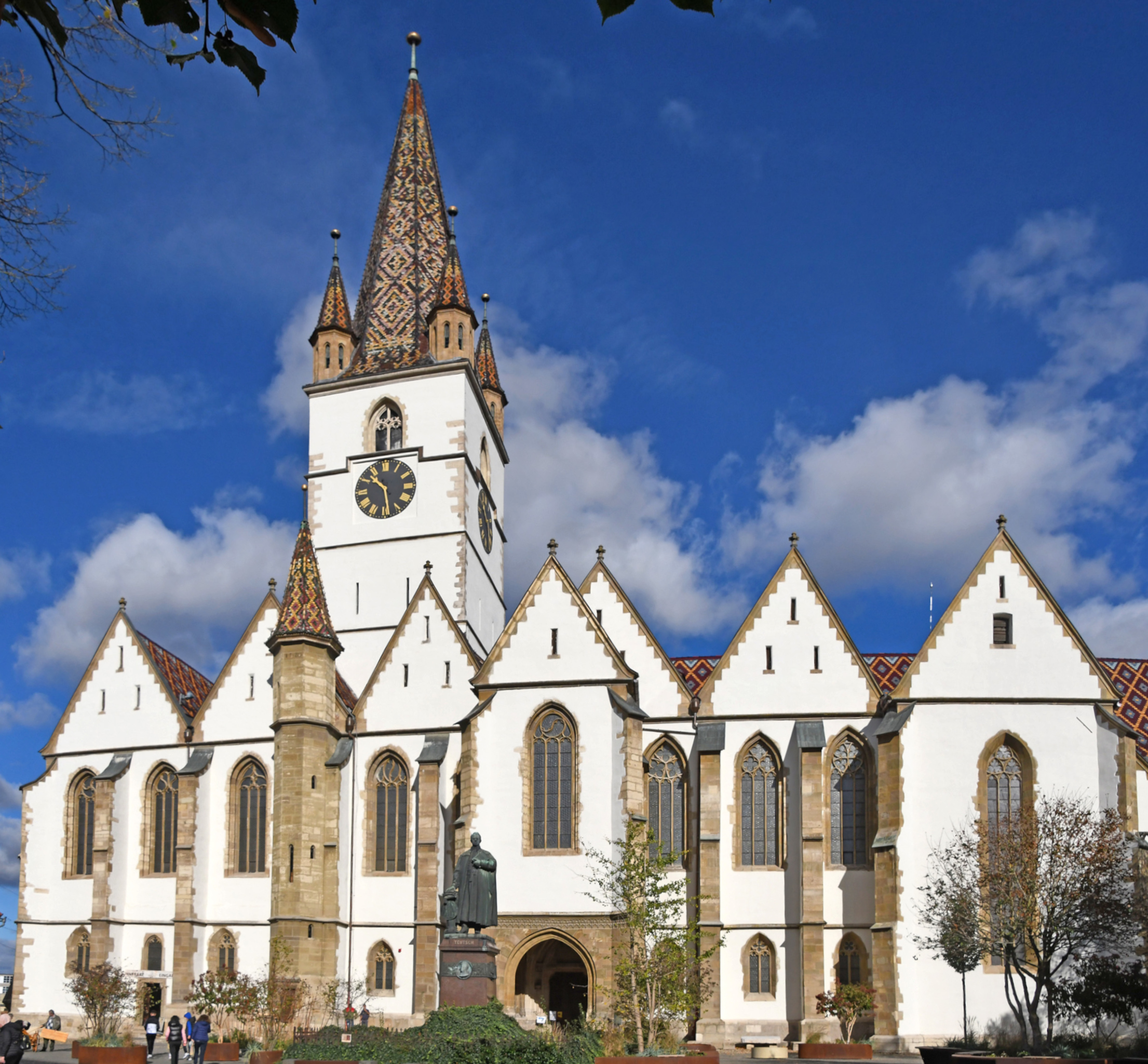
Catedrala Evanghelică din Sibiu, biserica Prepoziturii Sibiului

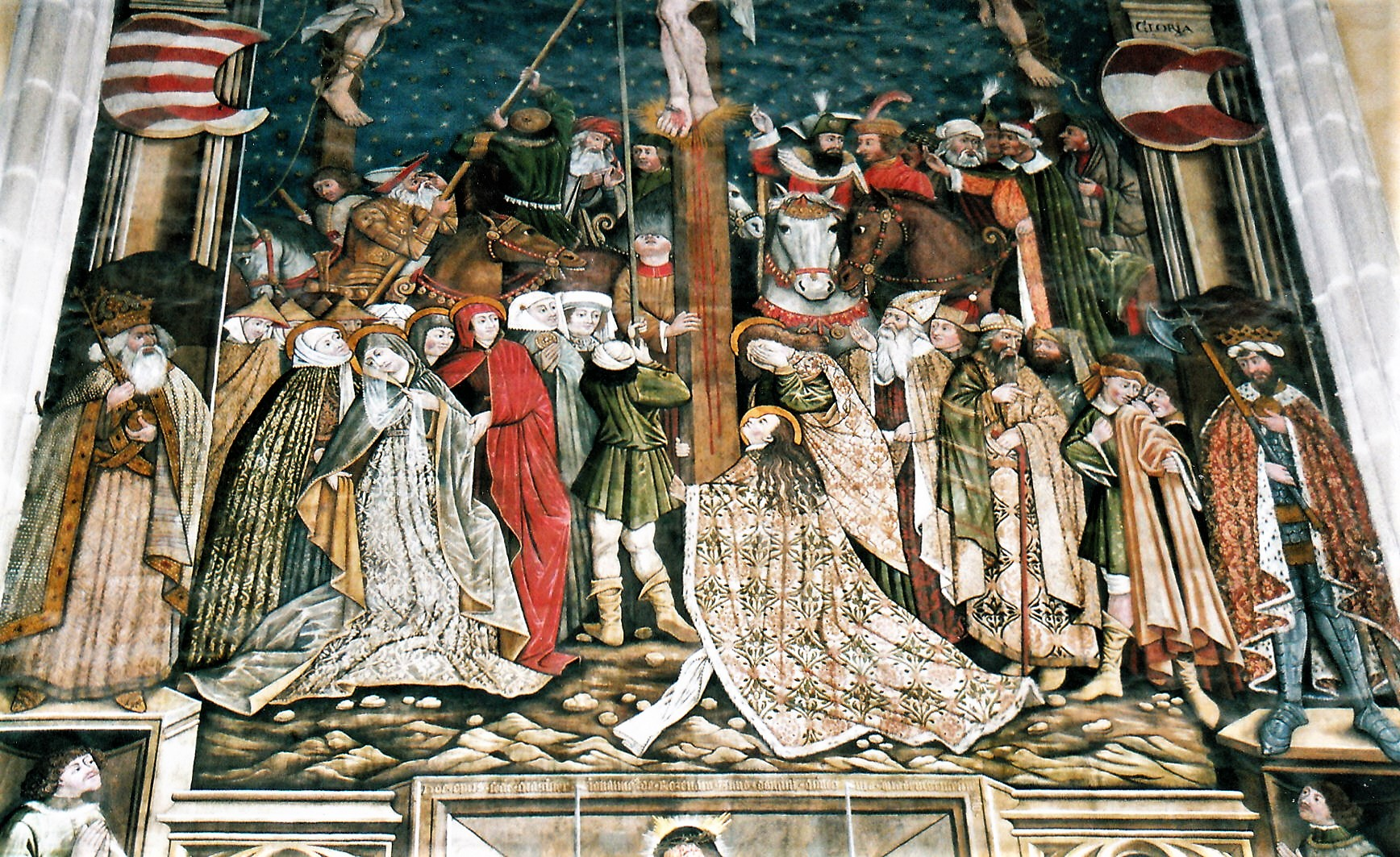
Sfântul Ladislau (în dreapta imaginii, cu o secure în mână) și Sfântul Ștefan al Ungariei (în stânga), străjuind singura frescă păstrată în catedrala din Sibiu după reforma protestantă

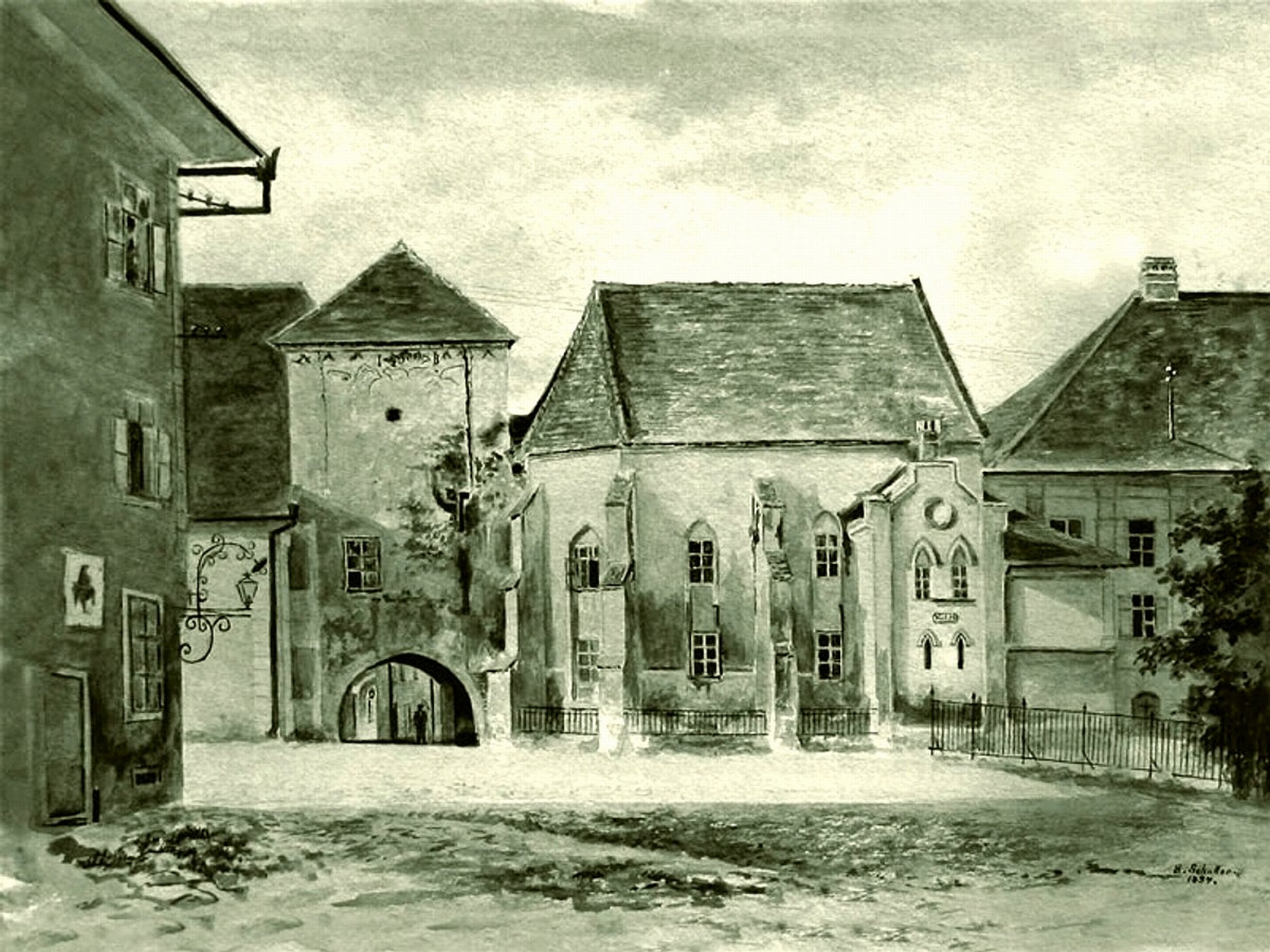
Capela Sf. Ladislau în anul 1894. În dreapta imaginii este Liceul Brukenthal

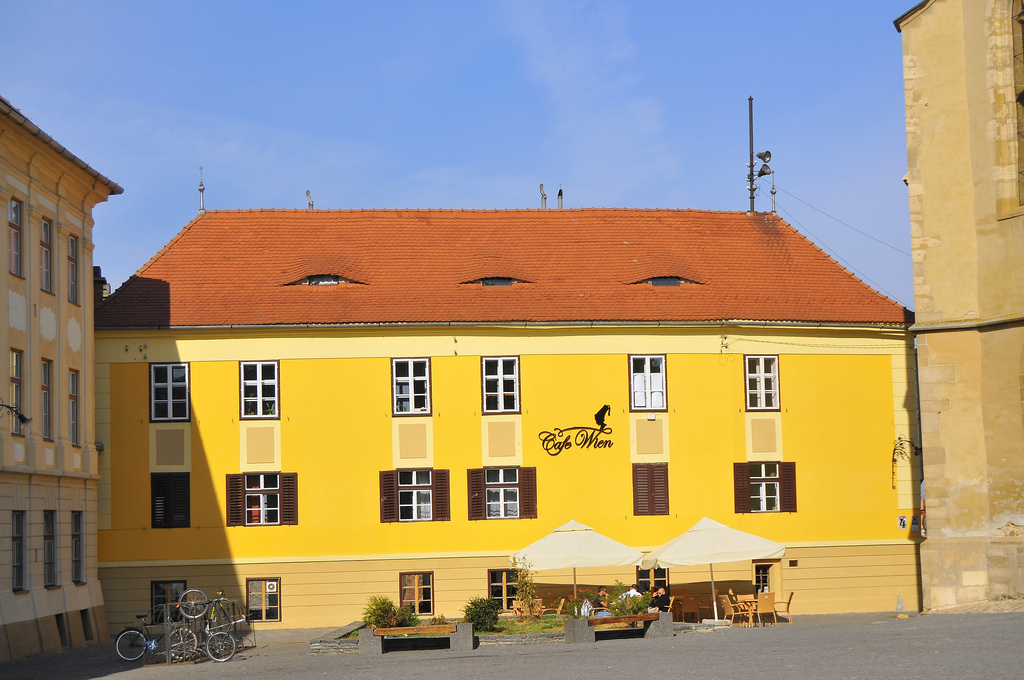
Casa Capitulară din Sibiu

Prepozitura Sibiului (în latină Praepositura/Prepositus Cibiniensis/Scibiniensis, germană Hermannstädter Propstei), numită și Prepozitura „Sfântul Ladislau” (i.e., de la regele Ladislau I al Ungariei), cu sediul la Sibiu (germană Hermannstadt), a fost principala instituție bisericească a sașilor transilvăneni din secolul al XII-lea până la Reforma din secolul al XVI-lea. Teritoriul Prepoziturii Sibiului a fost scos de sub jurisdicția Episcopiei Transilvaniei și de sub jurisdicția Arhiepiscopiei de Esztergom (sau Strigoniu/Strigonium), fapt care a facilitat autonomia săsească (reprezentată de Universitatea Săsească) și în materie religioasă.
Biserica prepozitului, cel mai înalt cleric al prepoziturii, a fost Biserica Sfânta Maria din Sibiu (în prezent evanghelică/luterană).

## Istoric
Într-o diplomă trimisă de papa Celestin al III-lea arhiepiscopului Job de Esztergom în data de 20 decembrie 1191, papa i-a conferit acestuia din urmă dreptul de a-i încorona pe regii Ungariei și a confirmat faptul că regele Béla al III-lea a instituit pentru sașii transilvăneni o prepozitură liberă (ecclesia theutonicorum ultrasilvanorum praeposituram sit liberam instituta).
Exempțiunea preopoziturii a generat imediat un conflict între episcopul Adrian de Alba Iulia și prepozitul Sibiului, care a pretins în anul 1192 că toți flandrensii (denumirea de atunci a sașilor, cu referire la Flandra, una dintre regiunile acestora de proveniență) s-ar afla sub jurisdicția sa. Drept răspuns, regele Béla al III-lea a clarificat că prepozitura îi cuprinde doar pe acei flandrensi care s-au așezat pe teritoriul gol (deserto) lăsat de regele Géza al II-lea, nu și pe cei din altă parte. Drept urmare, până în epoca modernă, au existat sate și orașe săsești aflate pe Pământul crăiesc (germană Königsboden), la fel cum au existat și sate și orașe săsești aflate pe domeniul comitatelor.
Un conflict similar celui dintre Prepozitura Sibiului și Episcopia Transilvaniei a fost cel dintre Abația Cluj-Mănăștur și Episcopia Transilvaniei, din aceeași perioadă.
În timpul Marii invazii mongole din 1241 prepozitul Nicolaus al Sibiului, care era totodată vicecancelar regal, a fost ucis după ce a decapitat cu sabia sa una din căpeteniile dușmane.
Încercarea episcopului Petru Monoszló de a-și extinde autoritatea asupra Prepoziturii Sibiului a degenerat într-un conflict armat în anul 1277. Răscoalei sașilor i-au căzut pradă mai multe biserici. În data de 21 februarie 1277 au devastat Catedrala din Alba Iulia, ceea ce a făcut necesară reclădirea ei. Episcopul Petru Monoszló a angajat pentru refacerea catedralei tot meșteri sași, care i-au dat forma actuală.
Conflictul dintre autoritățile sibiene și Episcopia Transilvaniei s-a reaprins din nou în data de 19 februarie 1308, când o oaste a sibienilor a pătruns în Alba Iulia și a provocat distrugeri Catedralei Sfântul Mihail. Cronica menționează că prelații din Alba Iulia au fost fugăriți cu sabia printre stranele catedralei.
Singurul sas care a ajuns episcop de Alba Iulia a fost Goblinus, între 1376–1386.

## Posesiuni
Numeroase sate care au aparținut Prepoziturii Sibiului atestă acest fapt în denumirea lor: Proștea Mare (în germană Großprobstdorf), Proștea (în germană Probstdorf, în maghiară Prépostfalva), Proștița, etc. Denumirile românești ale acestor localități au fost schimbate în timpul regimului comunist.
Prepozitura a fost de asemenea proprietara unei mine de sare la Ocna Sibiului (germană Salzburg).

## Desființarea prepoziturii
În anul 1424 regele Sigismund de Luxemburg a desființat Prepozitura Sibiului și a transferat proprietățile acesteia orașului Sibiu. Drepturile prepozitului au fost preluate de așa numitul plebanus (paroh orășenesc) al Sibiului. Din rentele provenite de la fostele posesiuni ale prepoziturii, orașul Sibiu a fost măsură să întrețină 15 preoți. Această obligație s-a stins odată cu adoptarea Reformei Protestante respectiv a Confesiunii de la Augsburg, când banii au putut fi folosiți de către orașul Sibiu în alte scopuri.
Casa Capitulară a devenit sediul Consistoriului districtual evanghelic C.A. Sibiu.
Capela Sf. Ladislau, aflată în imediata vecinătate a gimnaziului devenit evanghelic, a fost dezafectată ca lăcaș de cult și transformată în anul 1592 în biblioteca gimnaziului. Fosta capelă a fost demolată în anul 1898.

## Literatură suplimentară
- Turcuș, Șerban; Fondarea prepoziturii sașilor ca proiect transilvan al Sfântului Scaun Arhivat în 25 aprilie 2017, la Wayback Machine.; Anuarul Institutului de Istorie „George Barițiu” din Cluj-Napoca, Seria Historica, XLIX, 2010, pp. 21-38.